# Bağlarbaşı, Geyve
Bağlarbaşı là một xã thuộc huyện Geyve, tỉnh Sakarya, Thổ Nhĩ Kỳ. Dân số thời điểm năm 2008 là 803 người.